# فلوريان يونجفيرث
فلوريان يونجفيرث (بالألمانية: Florian Jungwirth)‏ (مواليد 27 يناير 1989 في غرافلفينغ، ألمانيا الغربية - ) هو لاعب كرة قدم ألماني يلعب في مركز الدفاع. شارك مع منتخب ألمانيا تحت 16 سنة لكرة القدم ومنتخب ألمانيا تحت 17 سنة لكرة القدم ومنتخب ألمانيا لكرة القدم تحت 18 سنة ومنتخب ألمانيا تحت 19 سنة لكرة القدم ومنتخب ألمانيا تحت 20 سنة لكرة القدم. أما مع النوادي، فقد لعب مع دارمشتات 98 ودينامو دريسدن وميونخ 1860 ونادي بوخوم وTSV 1860 Munich II ‏ وVfL Bochum II ‏.

## وصلات خارجية
- فلوريان يونجفيرث على موقع الدوري الأمريكي (الإنجليزية)
- فلوريان يونجفيرث على موقع قاعدة بيانات كرة القدم.إي يو (الإنجليزية)
- فلوريان يونجفيرث على موقع بيانات كرة القدم. دي إي (الألمانية)
- فلوريان يونجفيرث على موقع Soccerway.com (الإنجليزية)
- فلوريان يونجفيرث على موقع عالم كرة القدم.نت (الإنجليزية)
- فلوريان يونجفيرث على موقع AS.com (الإسبانية)